# Elevation 2001: Live from Boston
| Críticas profissionais | Críticas profissionais |
| Avaliações da crítica  | Avaliações da crítica  |
| Fonte                  | Avaliação              |
| ---------------------- | ---------------------- |
| Allmovie               | [ 1 ]                  |

Elevation 2001: Live from Boston é um concerto da banda de rock irlandesa U2, gravada durante a primeira parada do grupo nos Estados Unidos durante a Elevation Tour. Gravado entre 5, 6, e 9 de Junho de 2001 no FleetCenter em Boston, Massachusetts. Foi lançado como DVD no final daquele ano .
Este concerto foi um dos dois lançados durante esta turnê, sendo que o segundo foi U2 Go Home: Live from Slane Castle de 2003. Este DVD recebeu a certificação de Ouro no México.

## Faixas
1. "Elevation"
2. "Beautiful Day"
3. "Until the End of the World"
4. "Stuck in a Moment You Can't Get Out Of"
5. "Kite"
6. "Gone"
7. "New York"
8. "I Will Follow"
9. "Sunday Bloody Sunday"
10. "In a Little While"
11. "Desire"
12. "Stay (Faraway, So Close!)"
13. "Bad"
14. "Where the Streets Have No Name"
15. "Bullet the Blue Sky"
16. "With or Without You"
17. "The Fly"
18. "Wake Up Dead Man"
19. "Walk On"

## Bonus
- "The Making of the Filming of "Elevation 2001: Live from Boston"
- Another Perspective - the Concert with Alternate Angles:
  - Fan Camera
  - Director Camera
- "Road Movie - Time Lapse of a Day on the Road"
- Additional Tracks:
  - "Beautiful Day" (Live from Dublin, Setembro de 2000)
  - "Elevation" (Live from Miami, 24 de Março de 2001)
  - "Stuck in a Moment You Can't Get Out Of" (Live from Hanover - Dublin - França, Julho de 2000)
- Trailers
  - Zoo TV: Live from Sydney
  - Popmart: Live from Mexico City
- "Web Links"
- "DVD Rom Screensaver"
- "DVD Credits"